# Saint-Michel-en-Grève
Saint-Michel-en-Grève település Franciaországban, Côtes-d’Armor megyében. Lakosainak száma 447 fő (2022. január 1.). Saint-Michel-en-Grève Ploumilliau, Plouzélambre, Trédrez-Locquémeau és Tréduder községekkel határos.

## Népesség
A település népessége az elmúlt években az alábbi módon változott:
| Lakosok száma | 372  | 398  | 376  | 464  | 461  | 450  | 456  | 456  | 453  | 447  |
|               | 1968 | 1982 | 1990 | 2006 | 2013 | 2015 | 2017 | 2019 | 2020 | 2022 |